# Junction City (Arkansas)
Pour les articles homonymes, voir Junction City.
La ville de Junction City est située dans le comté d’Union, dans l’État de l’Arkansas, aux États-Unis. Sa population s’élevait à 581 habitants lors du recensement de 2010, estimée à 537 habitants en 2017.
Elle est située à la frontière de l’État avec la Louisiane et est la ville la plus méridionale de l'Arkansas.

## Démographie
| 1900  | 1910  | 1920 | 1930 | 1940 | 1950  |
| ----- | ----- | ---- | ---- | ---- | ----- |
| 1 251 | 1 065 | 653  | 814  | 797  | 1 013 |

| 1960 | 1970 | 1980 | 1990 | 2000 | 2010 |
| ---- | ---- | ---- | ---- | ---- | ---- |
| 749  | 763  | 813  | 674  | 721  | 581  |

## Source
- (en) Cet article est partiellement ou en totalité issu de l’article de Wikipédia en anglais intitulé « Junction City, Arkansas » (voir la liste des auteurs).

1. ↑  (en) « EXTREME SETTLEMENTS: A COMPREHENSIVE LIST », sur 2013/05/02, Weekend Roady, 2 mai 2013 (consulté le 20 août 2014)
2. ↑  « Statistiques des États-Unis - Arizona - Profils des communautés de 2010 » (consulté en novembre 2020)